# 東亞唱片 (集團)
東亞唱片（集團）（英語：East Asia Music (Holdings) Ltd，全名為：東亞唱片（集團）有限公司）是香港本地大型唱片公司之一，於2004年7月由商人林建岳與劉德華成立，現為寰亞傳媒集團之全資附屬機構。除了東亞唱片外，也設有一個附屬品牌名為華星唱片（1971-2001，2008-）。東亞唱片集團未成立前，已在1989年至2002年間參與經營亞洲電視13年，累積了深厚的經營娛樂事業的經驗。
東亞唱片（集團）和A Music（東亞唱片（製作））一直被大眾混淆，以為他們有從屬關係，或者是同一間公司。事實上他們只是擁有一個共同東主（林建岳），東亞唱片（集團）是林建岳與劉德華合資的公司，主要管理都是由劉德華負責，但兩間有合作關係。與同為黎明旗下的百仕活娛樂事業有限公司合作創辦音影視投資。
東亞唱片合約歌手包括：何韻詩、鄭秀文、許志安、劉德華、王菀之、鄭融、方皓玟、華星唱片的陳美齡、張國榮、梅艷芳、呂方、陳奕迅、黎明、羅文、林楚麒、梁漢文、蘇永康、韓紅

## 公司動向
- 2004年9月16日，何韻詩成為正式加盟東亞的首位女歌手。
- 2005年6月11日，鄭秀文加盟東亞，成為東亞一姐。
- 2005年12月17日，許志安從正東唱片轉投東亞的首位男歌手。
- 2005年12月，劉德華加盟，成為東亞一哥。
- 2006年5月，方皓玟從新藝寶唱片轉投東亞旗下。
- 2006年6月，鄭融從正東唱片轉投，其經理人依舊由種星堂擔任。
- 2007年6月，推出首張雜錦唱片《東亞萬歲》，共收錄16首歌曲及音樂錄影帶。歌手包括許志安、鄭秀文、何韻詩、鄭融、麥浚龍、何超儀、方皓玟、吳克群、許茹芸及王浩信。唱片以鄭秀文的《愛情萬歲》、《Mi》及許志安的《前程錦繡》作宣傳主打。其宣傳口號為“東亞共榮，好歌萬歲”。
- 2007年7月，鄭融解約。[1]
- 2007年8月，劉浩龍加盟東亞。
- 2007年9月，何韻詩與東亞續約，傳聞身價高達2000萬，同時亦默認以8位數字續約。
- 2007年11月，王菀之加盟東亞，暫簽約3年。
- 2008年2月，宣布與林一峰經營之林一峰娛樂有限公司合作，將負責該公司的所有產品的發行及宣傳工作。由東亞出版的林一峰娛樂產品包括《城市旅人》（林一峰）專輯及《the Storyteller Concert 2008》（林一峰）。
- 2008年3月，任賢齊加盟東亞，並宣佈於2008年5月4日、5日在香港紅館舉行的“Love&Beloved”任賢齊演唱會。
- 2008年4月，藍奕邦加盟東亞。
- 2008年5月，at17加盟東亞。
- 2008年10月，TVB藝人黃宗澤簽約東亞成為其唱片公司。
- 2008年10月，林建岳以旗下豐德麗控股購入華星唱片，據知收購價達8,800萬元，並訂於12月舉辦「東亞華星演唱會」，其後東亞開始以「東亞+華星」的名義為前歌手重新發行部分唱片[2]。
- 2009年9月，韓國男子組合U-KISS加盟東亞，成為第一隊簽約海外唱片公司的韓國組合。
- 2009年12月，余文樂加盟東亞旗下的紅館經理人公司。
- 2010年1月，方皓玟在其個人網誌透露與東亞的經理人合約已於2009年12月約滿，轉投新成立的Strawberry Fields製作公司旗下，但唱片發行約仍然由寰亞音樂負責。
- 2010年6月，宣佈與華納唱片台灣及星馬分公司結盟，組成一個全東南亞的大型娛樂網絡（除劉德華在台灣以其創立之映藝娛樂名義發行國語唱片，但在星馬地區交由華納唱片旗下之Music Street/Play Music代理）。
- 2010年9月，蘇永康加盟東亞旗下大岳娛樂有限公司。
- 2011年8月，雷頌德及林海峰加盟東亞。
- 2012年7月17日，周麗淇加盟東亞旗下大岳娛樂有限公司，為該公司第二位女藝人兼“大岳一姐”。
- 2014年6月，寰亞音樂、華星唱片旗下歌手唱片交由香港華納唱片發行。

## 已解約歌手
| 男歌星                        | 男歌星                        | 男歌星                      | 男歌星                    |
| ----------------------------- | ----------------------------- | --------------------------- | ------------------------- |
| 劉德華 （已加盟映藝音樂）     | 許志安 （已加盟太陽娛樂音樂） | 黃宗澤                      | 尹子維 （影藝國際）       |
| 恭碩良 （已加盟太陽娛樂音樂） | 藍奕邦 （已加盟新藝寶唱片）   | 彭永琛 （已轉到寰亞唱片）   | Brian Wong （呼吸音樂）   |
| 余文樂                        | 林海峰 （已轉到寰亞唱片）     | 黃家強 （已加盟東亞星光）   |                           |
| 女歌星                        |                               |                             |                           |
| 鄭 融 （已加盟星娛樂）        | 梁雨恩 （BoomBeat）           | 林二汶 （已加盟Sony Music） | 鄭嘉嘉 （大岳娛樂）       |
| 周麗淇 （大岳娛樂）           | 王菀之 （已轉到寰亞唱片）     | 何超儀 （已加盟CMD）        | 何韻詩 （已轉到寰亞唱片） |
| 組合                          |                               |                             |                           |
| At 17                         | Supper Moment （唱片合約）    | 廿四味 （唱片合約）         |                           |

## 外部連結
- 東亞唱片官方 （页面存档备份，存于）
- 東亞唱片的Facebook專頁
- 東亞唱片的新浪微博
- YouTube上的東亞唱片頻道